# Малком Шеперд Ноулс
Малком Шеперд Ноулс (24. август 1913 - 27. новембар 1997) био је амерички просветни радник који се посебно помињао када је реч о андрагогији. Управо је он ову тему учинио популарном, нарочито међу читаоцима који говоре енглески језик. Ноулс је био професор Образовања одраслих на Универзитету у Северној Каролини и написао је неколико радова посвећених теми андрагогије и њеном развоју, дефинишући шест стубова учења одраслих. Ноулс је заслужан за праћење пораста покрета за образовање одраслих у Сједињеним Америчким Државама, јер је први развио комплетну теорију и идентификовао праксе неформалног образовања одраслих. Његови списи и публикације имали су, и настављају да имају велики утицај на оне који раде на пољу образовања одраслих, а његове теорије обликовале су многе наставнике.

## Биографија
Малком Шеперд Ноулс рођен 24. августа 1913. године у Ливингстону у Монтани. Његов отац је био ветеринар и Малком је од своје четврте године путовао са њим до фарми и ранчева на којима је он радио.
Возећи се аутомобилом до тих места, озбиљно смо разговарали о свим темама, од смисла живота, до појма исправног и погрешног, од религије до политике, од успеха до среће и свега онога што дете које расте занима. Још се јасно сећам да сам се осећао више као једнак него инфериоран.Отац ме је често питао шта ја мислим пре него што је причао шта он мисли и то ми је дало осећај да поштује мој начин размишљања
Након основне школе, он се са породицом сели у Вест Палм Бич где завршава средњу школу. Након средње школе, Малком је добио стипендију за Харвард, где је похађао курсеве филозофије, књижевности, историје, политичких наука, етике и међународног права. Ваннаставне активности биле су му веома важне: у универзитетском периоду он је био изабран за председника Харвард Либерал Клуба, генералног секретара Њу Ингланд Модел Лиг оф Нејшнел-а, и на крају, председника Харвард Филипс Брукс Хауса. Дипломирао је 1934. године. У почетку му је намера била да направи каријеру у дипломатији и због тога се уписао на Флечер школу права и дипломатије. 1935. оженио се Хулдом Елизабет Форнел, коју је упознао док је студирао на Харварду, и са којом је потом имао двоје деце.
Док је чекао да се упусти у дипломатску каријеру, запослио се у Националној администрацији за младе у Масачусетсу. Његов рад се састојао од идентификације вештина које послодавци захтевају, организовања курсева за подучавање ових вештина и регрутовања младих заинтересованих за похађање курсева. Током своје активности упознао је Едварда Линдемана који је надгледао пројекте у администрацији и постао му ментор. За то време Ноулс је прочитао Линдеманову књигу „Значење образовања одраслих”, о којој је рекао:
Био сам толико узбуђен да нисам могао да престанем да читам. Ова књига је мој главни извор инспирације већ четврт века
Током година, Ноулсово интересовање за образовање одраслих је непрестано расло. 1940. године понуђено му је место директора за образовање одраслих у Хришћанској заједници младих људи Архивирано на веб-сајту  (3. децембар 2019) (Young Men's Christian Association) у Бостону, где му је дата и могућност да организује „Асоцијативну школу“ за одрасле. Касније је постао и директор те школе, али је 1944. морао да напусти своје место у придружио се морнарици. Служио је у Њујорку и Калифорнији и отишао на одмор 1946. Исте године му је понуђено место директора програма образовања одраслих у Хришћанском удружењу младих људи у Чикагу, где се преселио са супругом и продубио теме везане за образовање одраслих, а 1949. године стекао је диплому магистра. Основна теза магистратуре је и основа његове прве књиге „Неформално образовање одраслих”, објављене 1950. 1951. постаје извршни директор новооснованог Удружења за Образовање одраслих у Сједињеним Државама, где је био активан 9 година са страшћу према даљим студијама и 1960. је докторирао на Универзитету у Чикагу. Касније се преселио у Бостон, где је постао ванредни професор за образовање одраслих на Универзитету. 1974. године постао је професор за образовање одраслих на Универзитету Северна Каролина, где је радио до пензије. За то време написао је три текста: „Модерна пракса образовања одраслих“, „Одрасли ученик“ и на крају „Самоусмерено учење“. У тим радовима Ноулс, поред тога што предлаже теоријске принципе на којима се темељи образовање одраслих, пружа и конкретне индикације за планирање рада у учионици и управљање различитим фазама обуке. Након пензионисања остао је активан у сектору: наставио је да предаје на Универзитету Филдинг у Санта Барбари и на Арканзас Универзитету.
Као учитељ, писац и вођа индустрије, Ноулс је био иноватор, одговарајући на потребе поља, како их доживљава и као такав био је кључна фигура у расту и пракси образовања одраслих широм западног света овог века. Али изнад свега, можда би било фер рећи да су и његова теорија и његова пракса отелотворели његов систем вредности и да су оне садржане у његовим формулацијама андрагогије.

## Малком Ноулс и андрагогија
Објављивањем књиге њемачког учитеља Франца Погелера „Увод у андрагогију: основна питања у образовању одраслих” 1957. термин андрагогија почели су да користе научници и наставници који се баве образовањем одраслих у Немачкој, Аустрији, Холандији и Југославији, и термин је почео да се широко користи у литератури. 1967. југословенски форматор Душан Савићевић присуствовао је летњој сесији коју је на Универзитету у Бостону водио Малком Ноулс и упознао га са овим термином.
Тако Ноулс у својој књизи „The making of an adult educator “ описује овај састанак:
Стручњак за образовање одраслих, Душан Савићевић, присуствовао је летњој сесији коју сам предавао на Универзитету у Бостону. На крају сесије је дошао к мени и са сјајем у очима ми је рекао: „Малком, ти говориш о андрагогији”. Одговорио сам му: „Шта је то?”, јер никада раније нисам чуо овај термин.
У априлу 1968. године, Малком Ноулс пише у часопису Adult Leadership провокативни наслов чланка „Андрогогија, а не педагогија“ (у чланку се погрешно користи облик Андрогогија, који ће се касније исправити у Андрагогија). За кратко време, термин андрагогија добио је опште признање у Северној Америци и другим земљама које говоре енглески језик. Ноулс, који се у Сједињеним Државама може сматрати оцем андрагогије, дефинише га као „уметност и наука помагања одраслима да уче“, за разлику од педагогије, или уметности и науке подучавања деце и младих. Централна теза је да се искуства и стратегије одрасле особе која учи разликују од дечијих и младих и зато није довољно пренети педагошке принципе у образовање одраслих, већ су потребне посебне методологије, наставници и филозофске претпоставке.
Образовни процеси у одраслој доби настају услед свести да је човек трајно модификован и да је он предмет образовање током целог животног циклуса, јер захтеви света рада и професија такође захтевају сталну усклађеност знања. Образовни процеси у одраслој доби конфигурицани су као иницијатива која је, поред бављења одраслим особама заинтересованим за обуку, усмерена и на одрасле који нису у обуци и који понекад не осећају потребу.
Концепт „писмености” је превазиђен у корист концепта „сталног образовања”, чијој реализацији поред школе морају допринети и свет рада, предузетничке снаге, мас-медији, верске и локалне заједнице.
У тексту из 1980. године „Модерна пракса образовања одраслих: од педагогије до андрагогије”, Ноулс предлаже поређење између поставки педагогије и андрагогије и ту излаже следеће карактеристике одраслог ученика:
- Ученик прелази из стања зависности у стање самосталног учења. Задатак васпитача је да подстакне и промовише овај покрет;
- Одрастајући, скупља се и развија све веће искуство, постајући све богатији извор за учење. Одрасли верују да је оно што су научили кроз искуство значајније од онога што су пасивно стекли;
- Одрасли су спремни да науче шта им је потребно да би се адекватно носили са задацима и проблемима свог стварног живота. Васпитач је одговоран да створи услове и обезбеди алате и поступке који ће помоћи ученицима да открију своје „потребе за знањем“. Програми морају бити усредсређени на категорије које се односе на стварну пријаву и одвијају се у складу са спремношћу ученика да уче;
- Ученици сматрају да је образовање процес развијања вештина како би се достигао њихов пуни потенцијал. Желе да буду у могућности да примењују знање и вештине које данас стичу, да би сутра живели ефикасније. Искуства учења морају бити организована према категоријама за развој компетенција. Оријентација на учење фокусирана је на задатке и проблеме из стварног живота.

У каснијим радовима, Ноулс идентификује две друге централне претпоставке у андрагошкој теорији: мотивацију за учење, додату 1984. године и потребу за знањем, додате у последњим годинама рада. Мотивација игра основну улогу у образовању одраслих јер је повезана са жељом за већим задовољством послом, самопоштовањем и квалитетом живота. Потреба за знањем схвата се као потреба да се разуме зашто морамо нешто да научимо, што је кључно за улагање енергије у тренинг.
Став Ноулса променио је традиционалну формативну праксу, усмеравајући је у другом смјеру: ону формацију која је упућена мушкарцу и жени, појединцу у односу на његов рад, али и појединцу који има своју историју, сопствене идеје.

## Дела
Током своје каријере, Ноулс је написао преко 230 чланака и 18 књига.
Главни радовиː
- Knowles, M. S (1950). Informal adult education. New York: Association Press.
- Knowles, M. S., & Knowles, H. F. (1955). How to develop better leaders. New York: Association Press.
- Knowles, M. S., & Knowles, H. F. (1959). Introduction to group dynamics. Chicago: Association Press.. Revised edition 1972, published by New York: Cambridge Books.
- Knowles, M. S (1968). Andragogy, not pedagogy.. Adult Leadership, 16(10), 350–352, 386.
- Knowles, M. S (1975). Self-directed learning: A guide for learners and teachers. Englewood Cliffs: Prentice Hall./Cambridge.
- Knowles, M. S (1977). The adult education movement in the United States. Malabar, FL: Krieger.
- Knowles, M. S (1980). The modern practice of adult education: From pedagogy to andragogy. Englewood Cliffs: Prentice Hall./Cambridge.
- Knowles, M. S.;  . (1984). Andragogy in action: Applying modern principles of adult education.. San Francisco: Jossey-Bass.
- Knowles, M. S (1986). Using learning contracts. San Francisco: Jossey-Bass..
- Knowles, M. S (1989). The making of an adult educator: An autobigraphical journey. San Francisco: Jossey-Bass..
- Knowles, M. S (1990). The adult learner: A neglected species. Houston: Gulf Publishing Company.